# Peperomia angustata
Peperomia angustata är en pepparväxtart som beskrevs av Carl Sigismund Kunth. Peperomia angustata ingår i släktet peperomior, och familjen pepparväxter. Inga underarter finns listade i Catalogue of Life.